# Antsakoabe

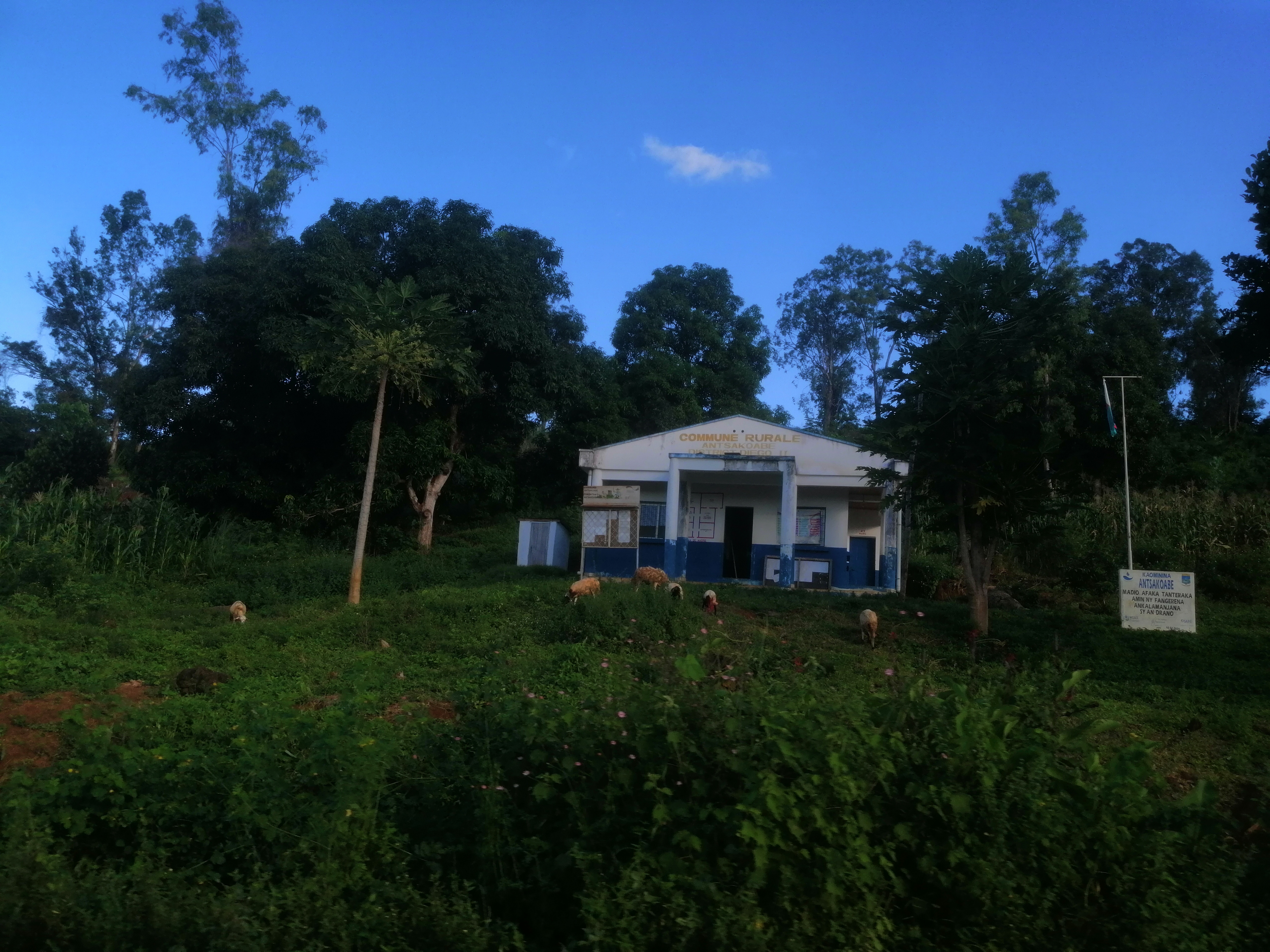
Bureau de la commune rurale Antsakoabe.

Antsakoabe est une ville et une commune rurale (Kaominina), du nord de Madagascar, dans la province de Diego-Suarez, dans le district d'Antsiranana II.

## Géographie

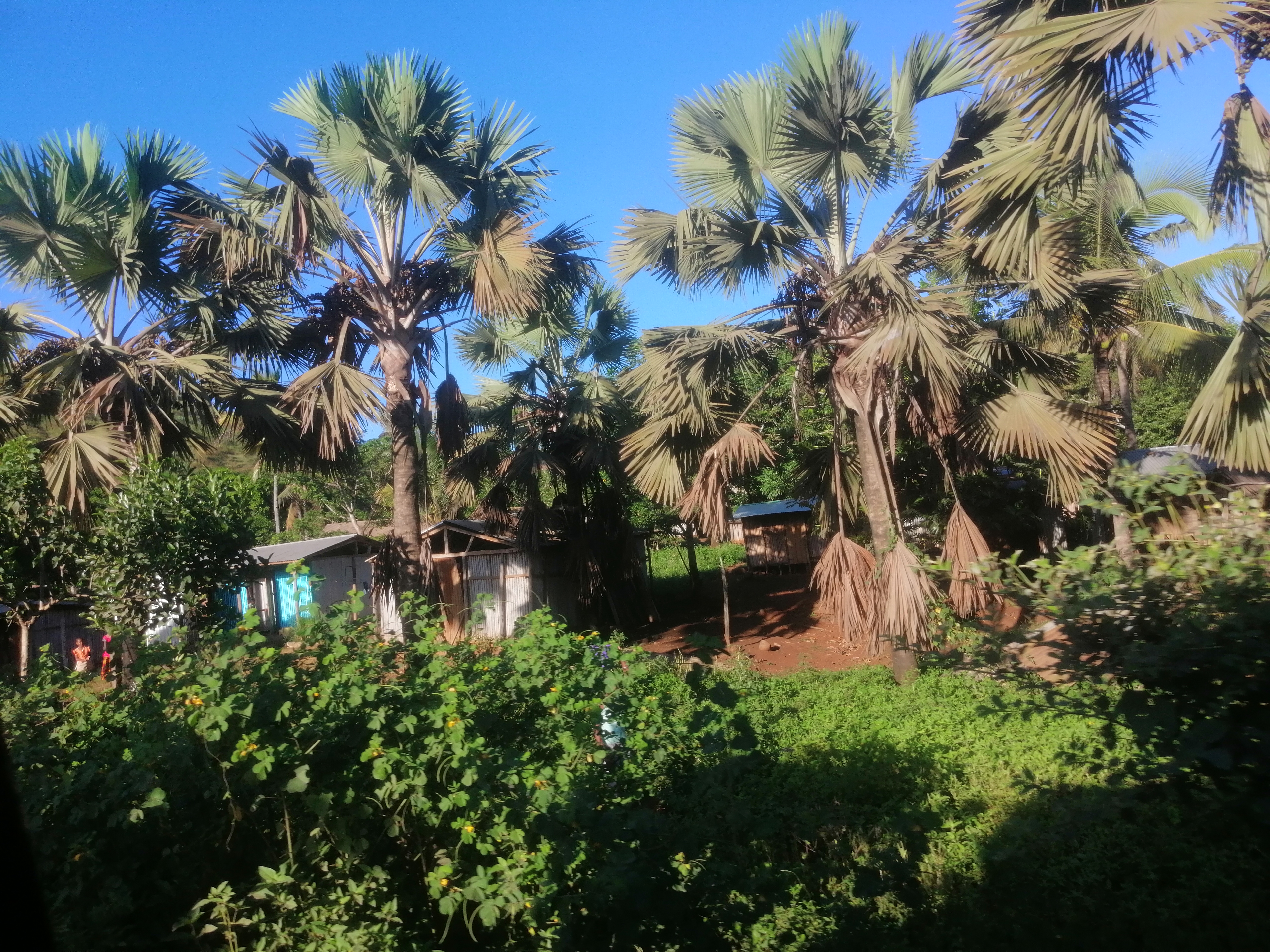
Satrana d'Antsakoabe.

Antsakoabe se situe à 63 km au sud d'Antsiranana, sur la route nationale 6 entre Diego Suarez et Anivorano Nord.

## Histoire

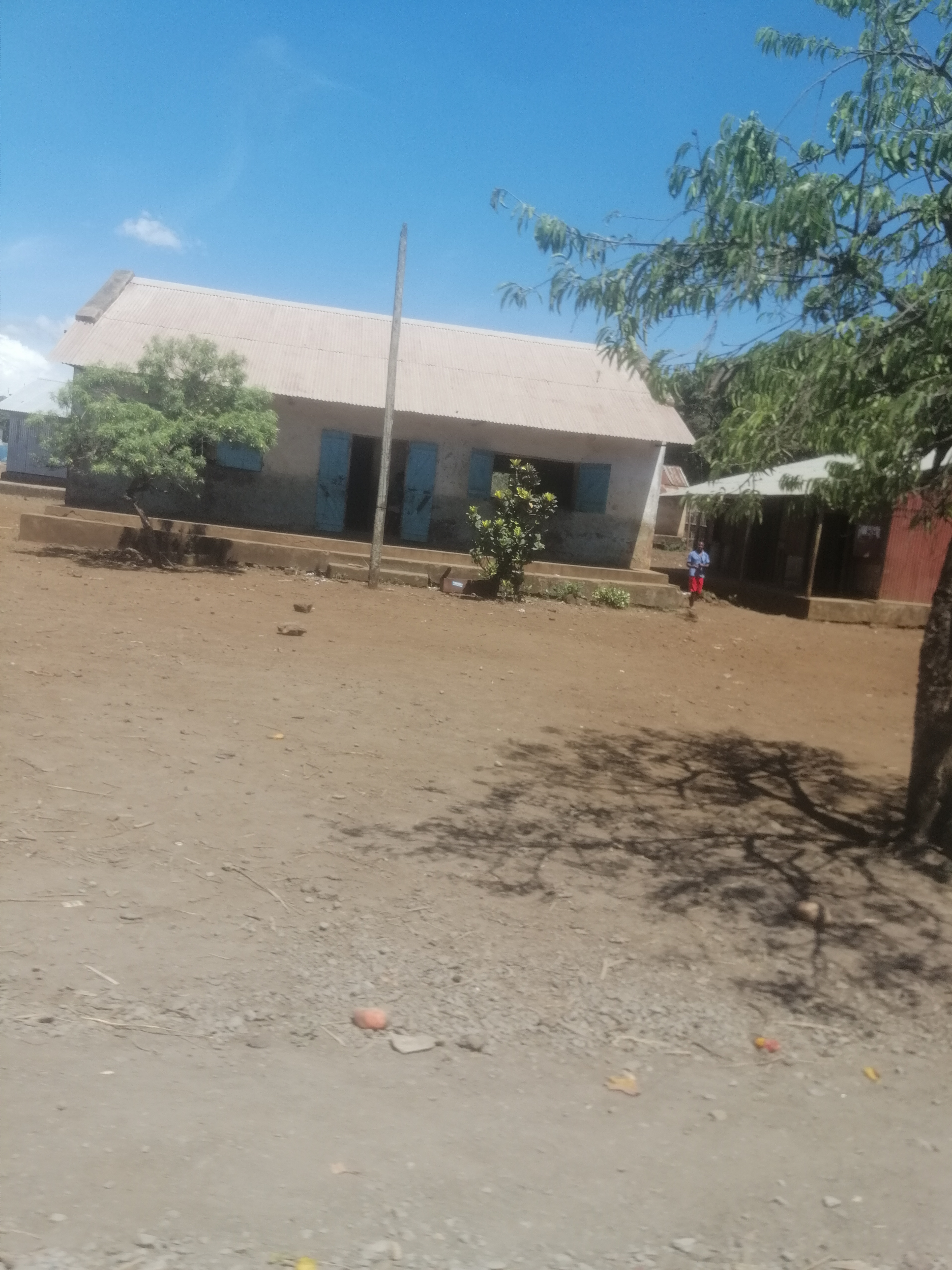
EPP Antsakoabe

## Administration
Antsakoabe est une commune rurale du district d'Antsiranana II, située dans la région de Diana, dans la province de Diego-Suarez.
A Antsakoabe, on trouve une mairie qui sert ses fokontany, un hôpital, une École Primaire Public et un Collège d'enseignement général (public). 

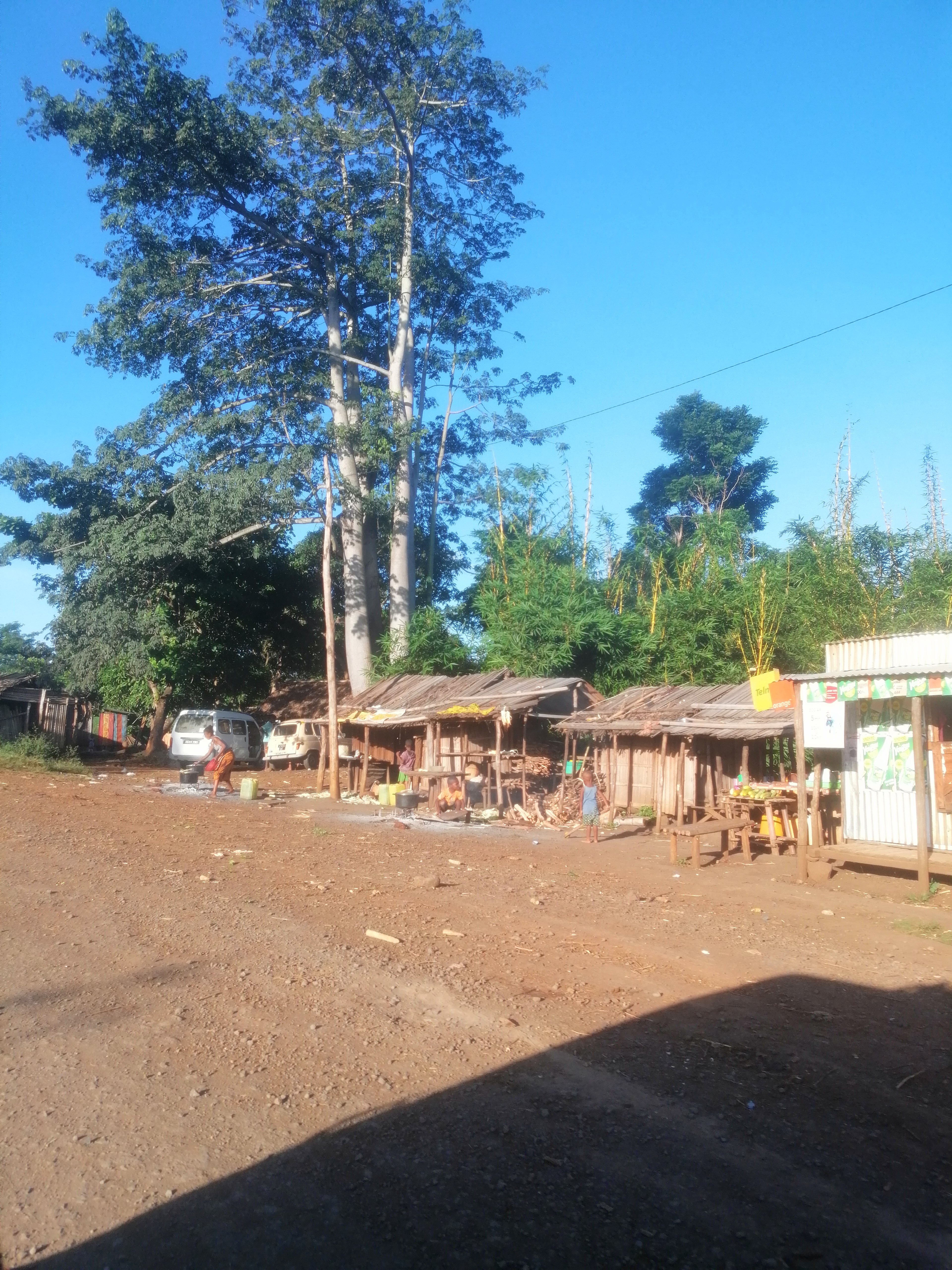
Croisement vers Antsalaka.

## Économie
La population est majoritairement rurale. On y trouve:
- des rizières:on y trouve des variétés de riz notamment le "madame rose", appelé "vary magnitry" dans le dialecte local et qui peut être traduit par "riz parfumé", riz de luxe présent dans les supermarché et aussi importé dans d'autres pays. 
-des plantations de banane, mangue, corossol, papaye et du khat, sans oublier l'élevage bovin et de volaille.
Le village est célèbre pour sa traditionnelle tologn'aomby (une sorte de rodéo), qui se déroule tous les 2 janvier. Cet événement attire beaucoup de visiteurs venant des quatre coins d'Antsiranana II ainsi que d'autres districts comme Ambilobe ou Antsiranana I.